# Salto la Llovizna

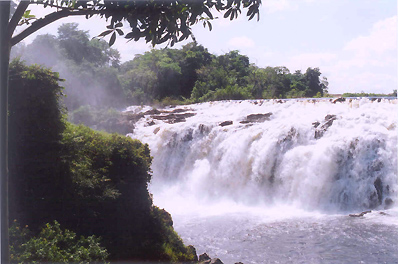
Salto La Llovizna

El Salto La Llovizna es una cascada ubicada en el río Caroní, cerca de su confluencia con el río Orinoco.
Está situada en el Parque Nacional La Llovizna de Ciudad Guayana en el Municipio Caroní en el Estado Bolívar en Venezuela. La central Hidroeléctrica de Macagua ha reducido el flujo de agua de la cascada durante los últimos años, sin embargo que las compuertas de la presa estén cerradas no le resta atractivo, el salto se encuentra en pleno centro de Ciudad Guayana y su belleza exótica traslada al visitante a la selva, el parque permite el acceso al salto vía selva, vía caminería de concreto y vía acuática, en este sentido el visitante puede sentir que tiene tres parques distintos.
El estado Bolívar es una tierra llena de gracia, debido a que cuenta con un sinnúmero de atractivos turísticos que le permiten a los visitantes conectarse con la naturaleza y relajarse. Uno de esos parajes hermosos es el Parque La Llovizna, ubicado en Ciudad Guayana.
Este jardín es un paisaje desarrollado por la mano del hombre, que contiene el agua del río Caroní después de haber pasado por el Complejo Hidroeléctrico Macagua II, antes de la confluencia con el río Orinoco.
El Parque La Llovizna cuenta con una extensión aproximada de 200 hectáreas, conformadas por islas, saltos del río Caroní, numerosos caminos de piedras y senderos naturales, zonas boscosas y áreas verdes, donde conviven libremente diversas especies de fauna silvestre de las cuales se puede disfrutar o interactuar con algunas de ellas.
Sin embargo, lo más cautivante del parque es la cascada Salto La Llovizna, que le da el nombre a este espacio recreativo. La caída de agua tiene unos 20 metros de altura y forma a su paso un torbellino que disfrutan los visitantes, quienes se acercan hasta el mirador para sentir la llovizna o bruma que se produce por la fuerza del agua.
El parque es un sitio ideal para compartir con toda la familia, ya que permite disfrutar del contacto con la naturaleza, así como también de la observación de la flora y fauna que habita en el lugar. Ofrece diferentes espacios y servicios como jardines, caminos de piedra, puentes, fuente de soda, teatro de piedra, sanitarios, estacionamientos, senderos ecológicos, siembra de diversas especies de plantas y cría de peces; todo en perfecta armonía con el ambiente, que lo convierte en una parada obligada para el turista que visita Ciudad Guayana.
Otro de los atractivos turísticos con que cuenta este parque son las variadas lagunas, una de ella es la de El Danto donde se dispone de diversas embarcaciones (kayak, canoas y pedal bote) para alquilar y dar un paseo por la laguna, así como también es posible alimentar a los peces.
Adicionalmente, el jardín dispone de un Teatro de Piedra con sus gradas para el disfrute del visitante de intercambios culturales. Además, desde el parque se puede apreciar la presa Macagua II.
En La Llovizna, el ingenio y el empuje del hombre han logrado una motivadora unión entre el hombre y el ambiente.
Para acceder a este jardín, el visitante deberá tomar  la autopista Leopoldo Sucre Figarella, pasando a un lado el Complejo Hidroeléctrico Macagua II y seguir la señalización. El parque está abierto de martes a domingo, de 5:30 a. m. a 4:00 p. m..